# Giro de Lombardía 1938
El Giro de Lombardía 1938 fue la 34.ª edición del Giro de Lombardía. Esta carrera ciclista organizada por La Gazzetta dello Sport se disputó el 23 de octubre de 1938 con salida y llegada a Milán después de un recorrido de 232 km.
El italiano Cino Cinelli (Frejus) conseguía imponerse en la línea de meta a sus compatriotas Gino Bartali (Legnano) y de Osvaldo Bailo (Bianchi).

## Clasificación general
| Posición | Ciclista          | Equipo            | Tiempo     |
| -------- | ----------------- | ----------------- | ---------- |
| 1        | Cino Cinelli      | Frejus            | 6h 38' 00" |
| 2        | Gino Bartali      | Legnano           | m. t.      |
| 3        | Osvaldo Bailo     | Bianchi           | m. t.      |
| 4        | Pietro Rimoldi    | Ganna             | m. t.      |
| 5        | Diego Marabelli   | Bianchi           | m. t.      |
| 6        | Secondo Magni     | Legnano           | m. t.      |
| 7        | Mario Vicini      | Lygie-Settebello  | m. t.      |
| 7        | Attilio Masarati  | Lygie-Settebello  | m. t.      |
| 7        | Luigi Macchi      | Gloria-Ambrosiana | m. t.      |
| 7        | Salvatore Crippa  | Wolsit-Binda      | m. t.      |
| 7        | Severino Canavesi | Gloria-Ambrosiana | m. t.      |